# Kamiranzoge
Kamiranzoge är ett periodiskt vattendrag i Burundi.   Det ligger i provinsen Gitega, i den centrala delen av landet, 60 kilometer sydost om huvudstaden Bujumbura.
Omgivningarna runt Kamiranzoge är huvudsakligen savann. Runt Kamiranzoge är det ganska tätbefolkat, med 192 invånare per kvadratkilometer.